# Кулиев, Теймур Имам Кули оглы
Тейму́р Има́м Ку́ли оглы́ Кули́ев (азерб. Teymur İmanqulu oğlu Quliyev; 13 [25] ноября 1888, Джебраил, Елизаветпольская губерния — 18 ноября 1965, Баку) — советский азербайджанский государственный и партийный деятель. Входил в состав особой тройки НКВД СССР.

## Биография
Родился в Джебраиле Елизаветпольской губернии. Член РКП(б) с 1920. В том же году поступил на службу в ГПУ (Главное политическое управление) при Совете Народных Комиссаров Азербайджанской ССР. По результатам деятельности, занимая должность заместителя начальника Секретно-политического отдела ГПУ Азербайджанской ССР, 8 апреля 1934 года был отмечен знаком «Почётный работник ВЧК−ОГПУ (XV)».
С октября 1934 по октябрь 1936 года — председатель Специальной коллегии Верховного Суда Азербайджанской ССР.
С октября 1936 по 13 ноября 1937 года — председатель Верховного Суда Азербайджанской ССР.
С 1937 по 1938 год входил в состав особой тройки, созданной по приказу НКВД СССР от 30 июля 1937 года № 00447, являлся активным участником сталинских репрессий.
С 13 ноября 1937 по 18 апреля 1953 — председатель Совета Народных Комиссаров Азербайджанской ССР, затем его право преемника — Совета министров Азербайджанской ССР.
С 18 апреля по 17 августа 1953 года являлся первым заместителем председателя Совета министров Азербайджанской ССР.
С 17 августа 1953 по 9 марта 1954 года — председатель Совета министров Азербайджанской ССР.
В 1939—1952 годы — член Центральной Ревизионной Комиссии ВКП(б).
В 1952—1956 годы — член ЦК КПСС.
Депутат Верховного Совета СССР 1-го, 2-го, 3-го созывов.
В 1954—1956 годы — директор виноградарского совхоза в Кировабаде.
Решением ЦК КП Азербайджана от 28 августа 1956 года исключен из КПСС «за грубые нарушения соцзаконности и активное содействие преступлениям Багирова и его банды». Постановлением КПК при ЦК КПСС от 28 марта 1957 года это решение подтверждено.

## Награды
- 3 ордена Ленина
- Орден Отечественной войны I степени
- Орден Трудового Красного Знамени
- Знак «Почётный работник ВЧК−ОГПУ (XV)»